# بطاقة الرقم القومي المصرية

صورة بطاقة تحقيق الشخصية (الرقم القومي) في مصر، المقصود برقم البطاقة في الصورة هو الرقم القومي.

بطاقة الرقم القومي أو رسميًا بطاقة تحقيق الشخصية في مصر هي بطاقة تصدرها مصلحة السجل المدني التي تتبع إداريًّا وزارة الداخلية المصرية لتعريف المواطنين المصريين، بموجب القانون رقم 143 لسنة 1994 في شأن الأحوال المدنية الذي يوجب على كلّ من بلغ 16 عامًا من عمره إستصدارها وحملها «وتقديمها إلى مندوبي السلطات العامة فورا كلما طلب إليه ذلك للاطلاع عليها»، ويعاقب القانون بالغرامة المتخلفين عن إستصدارها، أو تحديث بياناتها خلال ثلاثة أشهر من تغيّر تلك البيانات، وكذلك على عدم تقديمها لمندوبي السلطات العامة عند طلب الاطلاع عليها.
وفي 20 يوليو 2022 أقر مجلس الوزراء المصري بتعديل بعض أحكام القانون رقم 143 لسنة 1994 بتعديل سن استخراج البطاقة إلى 15 سنة.
للبطاقة مدة سريان يُحددها وزير الداخلية بقرار منه، وهي تبلغ حاليا 7 سنوات من تاريخ صدورها. وتعتبر البطاقات القائمة لاغية بمجرد انتهاء المدة المحددة لاستخراج البطاقات الصادرة، وتكون تلك البطاقات حجة على صحة البيانات الواردة بها متى كانت صالحة للاستعمال وسارية المفعول.

## بيانات البطاقة
البطاقة مسجّل عليها البيانات التالية:
- الاسم
- تاريخ الميلاد
- النوع (القيم الممكنة: ذكر | أنثى)
- الديانة (القيم الممكنة: مسلم | مسيحي | يهودي | أو علامة "-" لغير أصحاب الديانات «السماوية» الثلاث)[4]
- عنوان محلّ الإقامة
- مكتب الإصدار[5]
- المهنة (وفقًا لشهادة قيد للأشخاص المطبق لهم قوانين تخصهم سواء كان ذلك قانون تنظيم الجامعات أو قانون النقابة أو قانون الخدمة المدنية للقطاع الحكومي أو قانون العمل لغير القطاع الحكومي أو غير ذلك.[6])
- اسم الزوج (للنساء)
- الرّقم القومي
- صورة شخصية
- تاريخ إصدار البطاقة
- تاريخ انتهاء صلاحية البطاقة (للبطاقات الصادرة بعد 1 يناير 2009[7])
- رقم البطاقة (الرقم المطبوع)

### الرقم القومي
الرّقم القومي رقم فريد لكلّ مواطن يتكون من 14 رقمًا تُرمّز فيه بعض بيانات الشخص وترتبط به منذ ميلاده ولا يتكرّر بعد وفاته، وبيانات الأرقام تتكوّن من:
- الرقم الأول من اليسار: قرن الميلاد.
- الأرقام الست التالية: تاريخ الميلاد.
- الرقمان التاليان: رقما محافظة الميلاد.
- الأرقام الأربعة التالية: أرقام لرقم مسلسل
- الرقم الأخير: رقم اختياري للتأكيد على صحة الرقم القومي.

ملاحظة: رقما محافظة الميلاد يحدده الحاسب الآلي للسجل المدني كالرقم المسلسل والرقم التأكيدي. مع الإشارة إلى أن البطاقة مطبوع على ظهرها كود بصري وفق معيار PDF417، والبيانات المُرمّزة فيه مُعمّاة.

## وصف الرقم القومي
يمثل الرقم القومي لكل مواطن مايلي:
| مثال  | 7                                                  | 9                                                                                     | 5                                                                                     | 4                                                                                     | 0                                                                                     | 3                        | 1                        | 5             | 1             | 8             | 0             | 2             | 8             | 2                                                                                                |
| الكود | C1                                                 | Z1                                                                                    | Z                                                                                     | Z                                                                                     | Z                                                                                     | X                        | X                        | D             | D             | M             | M             | Y             | Y             | C                                                                                                |
| الوصف | رقم رقابي للتحقق من صحة الرقم القومي (check digit) | رقم من أربعة خانات يضيفه النظام يكون فريدا على مستوى المواليد في ذات اليوم والمحافظة. | رقم من أربعة خانات يضيفه النظام يكون فريدا على مستوى المواليد في ذات اليوم والمحافظة. | رقم من أربعة خانات يضيفه النظام يكون فريدا على مستوى المواليد في ذات اليوم والمحافظة. | رقم من أربعة خانات يضيفه النظام يكون فريدا على مستوى المواليد في ذات اليوم والمحافظة. | للدلالة على كود المحافظة | للدلالة على كود المحافظة | تاريخ الميلاد | تاريخ الميلاد | تاريخ الميلاد | تاريخ الميلاد | تاريخ الميلاد | تاريخ الميلاد | للدلالة على القرن (القرن مائة عام) من سنة 1900 حتى سنة 1999 : C= 2 من سنة 2000 حتى سنة 2099 C= 3 |
| الوصف | رقم رقابي للتحقق من صحة الرقم القومي (check digit) | إذا كان الرقم فردي يكون المولود (ذكر) إذا كان الرقم زوجي يكون المولود (أنثى)          |                                                                                       |                                                                                       |                                                                                       | للدلالة على كود المحافظة | للدلالة على كود المحافظة | يوم           | يوم           | شهر           | شهر           | سنة           | سنة           |                                                                                                  |

### أخطاء شائعة تخص البطاقة واستخداماتها
أشيع أن الرقم الموضوع أسفل النسر يدل على ما إذا كان حامل البطاقة من أصحاب السوابق الإجرامية أم لا، وهو ما نفته وزارة الداخلية بشكل كامل.
ومع أنه يشيع في مصر تقديم الأفراد بطاقات هوياتهم الشخصية إلى حراس وأفراد الأمن على أبواب المؤسسات العامة والخاصة للاحتفاظ بها كوسيلة لإثبات الدخول وضمان الخروج بطلب من تلك الجهات، إلا أن تلك الممارسة تخالف القانون الذي يحظر على مندوبي السلطة العامة سحبها أو الاحتفاظ بها.

## أكواد المحافظات
| الكود    | 01       | 02         | 03      | 04     | 11    | 12       | 13      | 14        | 15           | 16            | 17       | 18         | 19          | 21             |
| المحافظة | القاهرة  | الإسكندرية | بورسعيد | السويس | دمياط | الدقهلية | الشرقية | القليوبية | كفر الشيخ    | الغربية       | المنوفية | البحيرة    | الإسماعيلية | الجيزة         |
| الكود    | 22       | 23         | 24      | 25     | 26    | 27       | 28      | 29        | 31           | 32            | 33       | 34         | 35          | 88             |
| المحافظة | بني سويف | الفيوم     | المنيا  | أسيوط  | سوهاج | قنا      | أسوان   | الأقصر    | البحر الأحمر | الوادى الجديد | مطروح    | شمال سيناء | جنوب سيناء  | خارج الجمهورية |

## اقرأ أيضا
- بطاقة هوية

## وصلات خارجية
- طلب استخراج البطاقة نسخة محفوظة 5 ديسمبر 2010 على موقع واي باك مشين. - موقع قطاع مصلحة الأحوال المدنية - وزارة الداخلية.
- بطاقة الرقم القومي، موقع القنصلية المصرية - نيويورك - الولايات المتحدة.
- الداخلية توضح ماهية الرقم الكودى المدون بالوجه الخلفى للرقم القومى - بوابة الأهرام - 16 يونيو 2011